# ریچارد لوونتین
ریچارد لوونتین (انگلیسی: Richard Lewontin; ۲۹ مارس ۱۹۲۹ – ۴ ژوئیهٔ ۲۰۲۱) دانشمند در زمینه ژنتیک اهل ایالات متحده آمریکا بود.
وی همچنین برندهٔ جوایزی همچون کمک‌هزینه گوگنهایم شده‌است.